# Rewirpowerstadion
El Vonovia Ruhrstadion históricamente conocido como Ruhrstadion, es un estadio de fútbol ubicado en la ciudad de Bochum, Renania del Norte-Westfalia, Alemania. Es utilizado por el VfL Bochum, la ciudad tiene una tradición futbolística que data de 1911. Por lo tanto el VfL Bochum juega en uno de los lugares más tradicionales del fútbol profesional alemán. El patrocinador es la empresa de propiedad alemana Vonovia.

## Historia

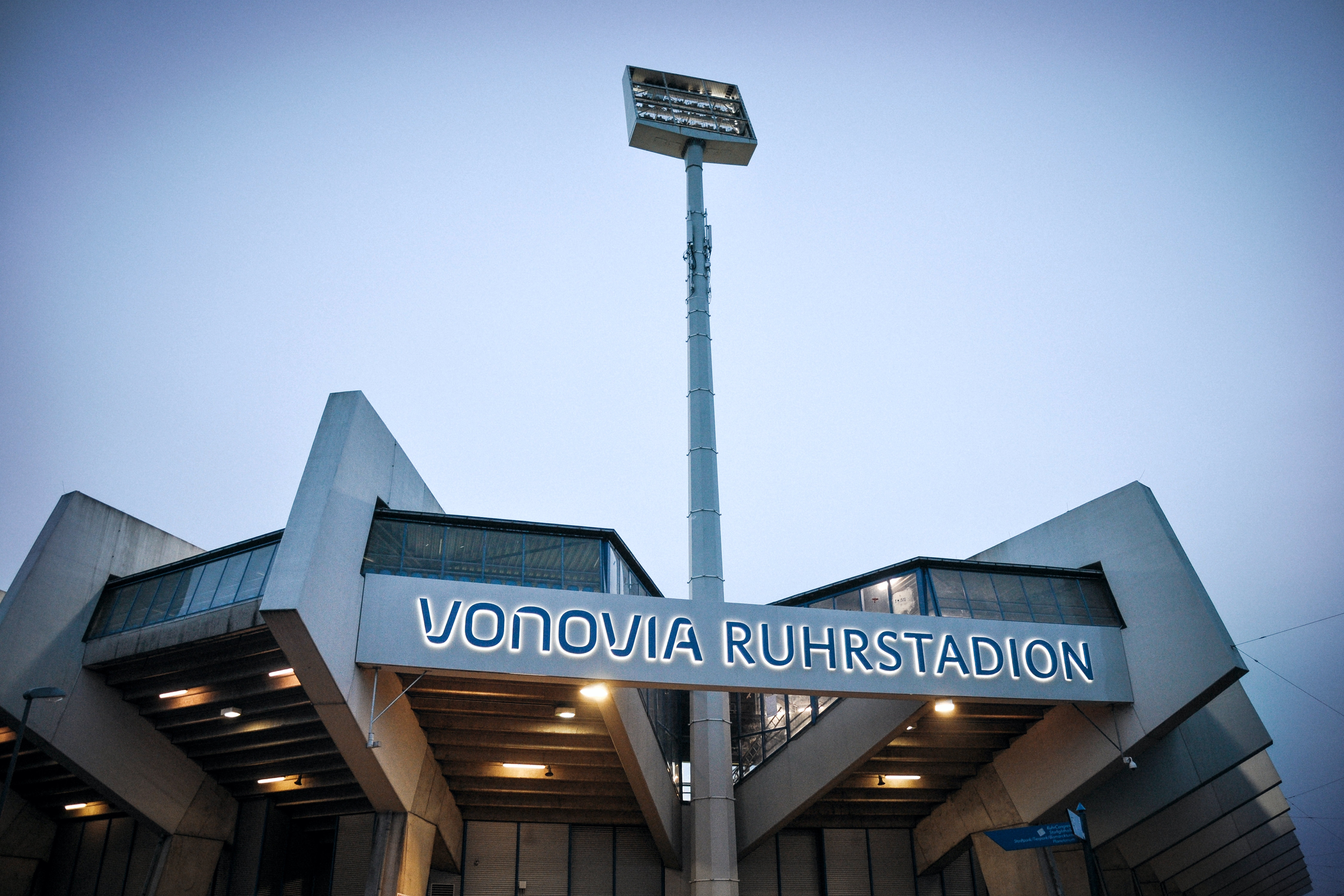
Fachada del estadio.

El Ruhrstadium en su forma actual inició su construcción en marzo de 1976 y fue acabado en julio de 1979. Se inauguró con un partido contra el SG Wattenscheid 09. Tiene un aforo de alrededor de 32 645 espectadores. Debido a la regulación por parte de Renania del Norte-Westfalia, se obligó a reducir el aforo que años atrás llegó a dar cabida a 49 522 espectadores. 
Desde agosto de 2003, ofrece mayores comodidades. Las instalaciones constan de oficina, departamento para las categorías inferiores, y personal al servicio de hasta 800 personalidades. La planta baja del estadio tiene centros con cáterin, en los que es posible, ver los partidos que dispute el VfL Bochum lejos de casa mediante una pantalla.

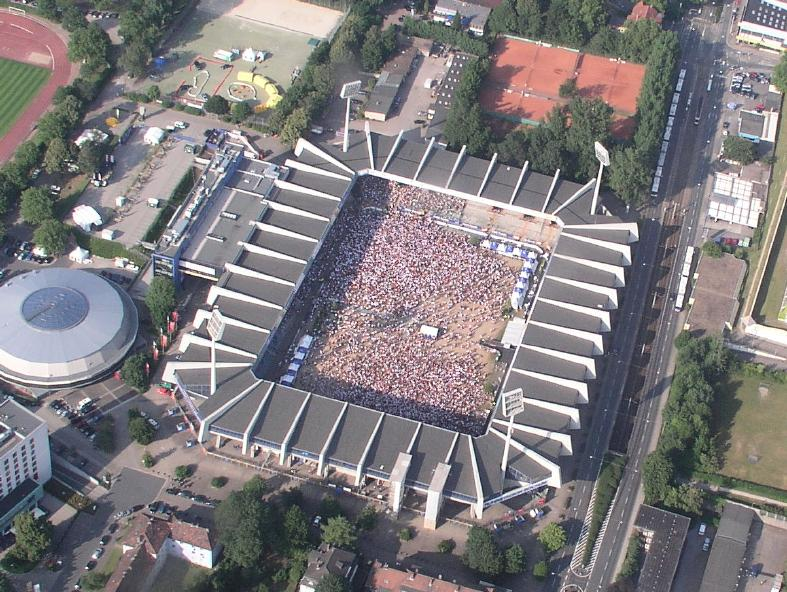
Vista aérea del estadio durante la Copa del Mundo de fútbol 2006.

Desde el comienzo de la temporada 2006/07, el ex-Ruhrstadion cambió el nombre a Rewirpower, una filial de Stadtwerke Bochum y otros proveedores de energía. El contrato entre club y empresa es de cinco años de duración. Como en muchos otros casos, la nueva denominación provocó el descontento de gran parte de la afición del Bochum.
En varias ocasiones Bochum ha sido la sede de partidos de Alemania, el último, en 1993. Bochum fue también el lugar de celebración de partidos de la Eurocopa Sub-21 de 2004, incluida la final.

## Ubicación
- Dirección: rewirpowerSTADION Bochum, Castroperstrasse 145 44791 Bochum
- Llegada en coche: A 40, salida Bochum-Stadion
- Transporte público: Parada rewirpowerSTADION (BOGESTRA-Straßenbahnlinien (tranvía) 308/318; así como 306; Bus 360)

## Eventos

### Copa Mundial Femenina de Fútbol de 2011
El Ruhrstadion albergó cuatro partidos de la Copa Mundial Femenina de Fútbol de 2011.
| Fecha               | Equipo #1       | Resultado | Equipo #2         | Ronda                 | Espectadores |
| ------------------- | --------------- | --------- | ----------------- | --------------------- | ------------ |
| 27 de junio de 2011 | Japón           | 2–1       | Nueva Zelanda     | Primera fase, Grupo B | 12.538       |
| 30 de junio de 2011 | Canadá          | 3–0       | Francia           | Primera fase, Grupo A | 16.591       |
| 3 de julio de 2011  | Australia       | 3–2       | Guinea Ecuatorial | Primera fase, Grupo D | 15.640       |
| 6 de julio de 2011  | Corea del Norte | 0–0       | Colombia          | Primera fase, Grupo C | 7.805        |

### Partidos de la Selección Alemana
| Fecha                    | Resultado | Rival      | Competición                 |
| ------------------------ | --------- | ---------- | --------------------------- |
| 23 de septiembre de 1981 | 7–1       | Finlandia  | Clasificatoria Mundial 1982 |
| 11 de mayo de 1986       | 1–1       | Yugoslavia | Amistoso                    |
| 14 de abril de 1993      | 6–1       | Ghana      | Amistoso                    |